# متغیر پیوسته یا گسسته
در ریاضیات و آمار، یک متغیر کمّی ممکن است پیوسته یا گسسته باشد اگر آن‌ها معمولا به ترتیب با اندازه‌گیری یا شمارش به دست آیند. اگر بتواند دو مقدار واقعی خاص را بگیرد به طوری که بتواند تمام مقادیر واقعی بین آنها را نیز بگیرد (حتی مقادیری که دلخواه به هم نزدیک هستند)، متغیر در آن بازه پیوسته است. .اگر بتوان مقداری را به گونه‌ای در نظر گرفت که یک شکاف غیر بی‌نهایت کوچک در هر طرف آن وجود داشته باشد که شامل هیچ مقداری نباشد که متغیر بتواند روی آن قرار دهد، آنگاه در اطراف آن مقدار گسسته می‌شود.  در برخی از زمینه‌ها یک متغیر می‌تواند در برخی از محدوده‌های خط عدد گسسته و در برخی دیگر پیوسته باشد.

## متغیر پیوسته
یک متغیر پیوسته متغیری است که مقدار آن از طریق اندازه‌گیری به دست می‌آید، یعنی متغیری که می‌تواند یک مجموعه غیرقابل شمارش از ارزش‌ها را به خود اختصاص دهد.برای مثال، یک متغیر در یک محدوده غیر تهی از اعداد حقیقی پیوسته است، اگر بتواند  هر مقدار در آن محدوده را شامل شود. دلیل آن اینگونه است که هر تعداد  حقیقی  بین bوa در صورت{\displaystyle a,b\in \mathbb {R} ;a\neq b} قابل شمارش نمی باشد.
روش‌های حساب دیفرانسیل و انتگرال اغلب در مسائلی استفاده می‌شوند که در آن‌ها متغیرها پیوسته هستند، برای مثال در مسائل بهینه‌سازی پیوسته استفاده می شود.[2]
در تئوری آماری، توزیع احتمال متغیرهای پیوسته را می توان بر اساس توابع چگالی احتمال استفاده کرد.
در دینامیک زمان پیوسته، زمان متغیر به صورت پیوسته در نظر گرفته می‌شود و معادله‌ای که تکامل برخی متغیرها را در طول زمان توصیف می‌کند، یک معادله دیفرانسیل است.نرخ لحظه‌ای تغییر یک مفهوم به خوبی تعریف شده‌است.

## متغیر گسسته
در مقابل، یک متغیر گسسته است اگر و تنها اگر مطابقت یک به یک بین این متغیر و {\displaystyle \mathbb {N} }, مجموعه اعداد طبیعی، وجود داشته باشد. به عبارت دیگر,یک متغیر گسسته بر روی یک بازه مشخص از مقادیر واقعی، متغیری است که برای هر مقدار در محدوده‌ای که این متغیر مجاز است، حداقل فاصله مثبت تا نزدیک‌ترین مقدار مجاز دیگر وجود دارد. تعداد مقادیر مجاز یا محدود است یا شمارش پذیر بی نهایت. مثال های رایج متغیرها ،باید اعداد صحیح، اعداد صحیح غیر منفی، اعداد صحیح مثبت یا فقط اعداد صحیح 0 و 1 باشند.
روش‌های حساب دیفرانسیل و انتگرال به آسانی خود را به مشکلاتی که شامل متغیرهای گسسته هستند، تسلیم نمی‌کنند.نمونه‌هایی از مسایل شامل متغیرهای گسسته شامل برنامه‌نویسی عدد صحیح است
در آمار و احتمال، توزیع احتمال متغیرهای گسسته را می توان بر حسب توابع جرم احتمال بیان کرد.
در دینامیک زمان گسسته، زمان متغیر به صورت گسسته در نظر گرفته می‌شود و معادله تکامل یک متغیر در طول زمان یک معادله تفاوت نامیده می‌شود.
در اقتصاد سنجی و به طور کلی در تجزیه و تحلیل رگرسیون، گاهی اوقات برخی از متغیرهایی که به طور تجربی با یکدیگر مرتبط هستند، متغیرهای ۰ - ۱ هستند که تنها مجاز به استفاده از این دو ارزش هستند.یک متغیر از این نوع یک متغیر ساختگی نامیده می‌شود.اگر متغیر وابسته یک متغیر ساختگی باشد، پس رگرسیون لجستیک یا رگرسیون پروبیت معمولا به کار گرفته می‌شود.

## همچنین ببینید
- طیف پیوسته یا گسسته
- تابع پیوسته
- شمارش داده
- ریاضیات گسسته
- طیف پیوسته
- طیف گسسته
- زمان پیوسته و گسسته
- زمان پیوسته فرآیند تصادفی
- زمان گسسته فرآیند تصادفی
- مدلسازی پیوسته
- مدلسازی گسسته
- هندسه پیوسته
- هندسه گسسته
- نمایش سری پیوسته
- نمایش سری گسسته
- گسسته سازی
- درون یابی
- اندازه گیری گسسته